# Цымбал, Евгений Васильевич
Евгений Васильевич Цымбал (род. 5 сентября 1949, Ейск) — советский и российский режиссёр художественного и документального кино, историк, сценарист, монтажер. Обладатель Национальной кинематографической премии «Ника» (2002, 2006 и 2015), премии Британской Академии Кино и Телевидения (BAFTA) за лучший короткометражный фильм года «Защитник Седов». Всего фильмы Евгения Цымбала получили около 50 призов на отечественных и международных кинофестивалях.

## Биография
Евгений Цымбал родом из Краснодарского края, из города Ейск. С детства любил кино. В 1971 году окончил исторический факультет Ростовского государственного университета. Затем три года проработал там же социологом, писал диссертацию. Отказался, по его словам, доносить на соседа-англичанина, в результате Евгению пришлось покинуть университет.
Перебрался в Москву, по случаю оказался на «Мосфильме», где работал старшим администратором, ассистентом режиссёра, вторым режиссёром. В частности, Евгению Цымбалу довелось поработать ассистентом и вторым режиссёром у Андрея Тарковского на съемках фильма «Сталкер».
В 1981 году состоялся дебют Евгения Цымбала на экране в небольшой роли в фильме «Родня».
В 1984 году Евгений Цымбал учится на Высших курсах сценаристов и режиссёров, режиссёрское отделение, мастерская Эльдара Рязанова. Рязанов предоставил ему возможность проявить свои актёрские качества в небольших ролях в фильме «Жестокий романс» (1984). В дальнейшем Евгений Цымбал появился в эпизодических ролях ещё в нескольких известных картинах — «Забытая мелодия для флейты» (1987), «Повесть непогашенной луны» (1990) и «Сибирский цирюльник» (1999) — однако актёрская работа так и не стала его призванием.
С 1988 года Евгений Цымбал выступает в качестве режиссёра-постановщика «Мосфильма». Он дебютирует со среднеметражным фильмом «Защитник Седов» по повести Ильи Зверева, сразу получив международное признание. На международном кинофестивале в Мангейме картина получает специальный приз жюри и Премию FIPRESCI, а затем ещё множество наград на других фестивалях, а также награду Британской академии кино и телевидения как лучший короткометражный фильм года.
В 1989 году Евгений Цымбал стажировался в США, в Санданс-Институте (Киношкола Роберта Редфорда). Затем поставил свой второй и на сегодняшний день последний игровой фильм «Повесть непогашенной луны» (по книге Бориса Пильняка), также удостоенный ряда престижных кинонаград. Вскоре последовал распад Советского Союза и всей системы кинопроизводства. Евгений Цымбал принял непростое решение уйти в документалистику:

Проекты, которые я предлагал позже — например, «Призрак Александра Вольфа» по Г. Газданову, «Первое второе пришествие» по А. Слаповскому, «Глухая пора листопада» по Ю. Давыдову, «Двойники» по моему собственному сценарию и некоторые другие, — не встретили интереса продюсеров и Госкино. Я хочу снимать фильмы об умных, интеллигентных людях, о трагическом столкновении человека с историей, о нравственных проблемах и сложных чувствах… Сегодня востребовано кино суетливое, полубандитское, хамское. Я ненавижу все это и ни в чём подобном участвовать не хочу. Поэтому и ушел в документалистику. В документальном кино пытаюсь делать то, что не удается в игровом, и, надеюсь, это интересно не только мне.

В 1994 году стажировался и преподавал в Скандинавском институте Бископс-Арнё (Швеция). Как режиссёр-документалист Евгений Цымбал снял передачу «Александр» о его друге Александре Кайдановском в мемориальном цикле Леонида Филатова «Чтобы помнили». Также снял фильмы об Александре Кайдановском (Сны сталкера, 1998) Леониде Гайдае («Леонид Гайдай от смешного до великого» 2000), о Дзиге Вертове («Дзига и его братья» 2002, «Ника» за лучший неигровой фильм), «Другой Тютчев» (2004), «Красный Сион» (2006,) «Зощенко и Олеша — двойной портрет в интерьере эпохи» (2006, премия «Ника»), «Владислав Микоша: Остановивший время» (совместно с Д. Фирсовой, 2009), «Загадка Чехова» (совместно с Сергеем Головецким, 2010), «Тетрадь из сожжённого гетто» (2011), «Юргис Балтрушайтис — последний рыцарь серебряного века» (2013), «Валентина Кропивницкая: В поисках потерянного рая» (2015, Премия «Ника»), «Оскар» (совместно с А. Смолянским, 2018), «Оставивший свет» (2018), «Филиппенко» (2019).
Был членом правления Российского общества правообладателей в аудиовизуальной сфере (РОПАС), секретарем Союза кинематографистов РФ (1997—1998)
Также работает на телевидении как телеведущий. Автор около 80 статей и исследований по вопросам истории, истории кино и литературы. Член редакционного совета Академического собрания сочинений А. С. Грибоедова (т. 3, «Дипломатическая деятельность», 2000). Автор и составитель книг.

## Общественная позиция
В марте 2014 года подписал письмо «Мы с Вами!» КиноСоюза в поддержку Украины, также вместе с рядом других деятелей науки и культуры выразил своё несогласие с политикой российской власти в Крыму. В феврале 2022 года подписал открытое письмо КиноСоюза против военного вторжения России на Украину .

## Избранная фильмография

### Актёрские работы
- 1981 — Родня — эпизод
- 1984 — Жестокий романс — Егор, матрос
- 1987 — Забытая мелодия для флейты — врач (нет в титрах)
- 1998 — Сибирский цирюльник — эпизод

### Режиссёрские работы

#### Художественные фильмы
- 1983 — «В Альдебаран, в Альдебаран!» (короткометражный)
- 1984 — «Блюз о горячем супе» (короткометражный)
- 1985 — Реквием по филею (короткометражный)
- 1988 — Защитник Седов
- 1990 — Повесть непогашенной луны

#### Документальные фильмы
- 1997 — Чтобы помнили… (документальный)
- 1998 — Сны Сталкера (документальный)
- 1999 — Обыкновенный большевизм (документальный)
- 2001 — Леонид Гайдай: От смешного — до великого (документальный, в 4-х частях)
- 2002 — Дзига и его братья (документальный, премия «Ника»)
- 2004 — Другой Тютчев (документальный)
- 2005 — Зощенко и Олеша: двойной портрет в интерьере эпохи (документальный, премия «Ника»)
- 2006 — Красный Сион (документальный)
- 2009 — Владислав Микоша: Остановивший время (документальный)
- 2010 — Загадка Чехова (совместно с С. Головецким, документальный)
- 2011 — Тетрадь из сожжённого гетто (документальный)
- 2013 — Юргис Балтрушайтис — последний рыцарь серебряного века (документальный, Специальный приз МКФ «Сталкер», Специальный приз «Золотой Феникс» КФ (Смоленск), КФ «Литература и кино», Гатчина)
- 2015 — Валентина Кропивницкая: В поисках потерянного рая (документальный, Премия «Ника») — Видео на YouTube, 51 мин.
- 2018 — Оскар (совместно с А. Смолянским, документальный)
- 2018 — Оставивший свет… (документальный)

### Сценарные работы
- Автор сценария почти всех фильмов, снятых им.

### Монтажёрские работы
- Монтажёр почти всех фильмов, снятых им.

### Книги
- «Александр Кайдановский в воспоминаниях и фотографиях» (2002)
- «Феномен Андрея Тарковского в интеллектуальной и художественной культуре» (I — 2008 и II — 2014)
- «Юргис Балтрушайтис, письма» (2015)
- «Рождение „Сталкера“ (попытка реконструкции)» (2022)